# Цепь Чуа
Цепь Чуа или схема Чуа — простейшая электрическая цепь, демонстрирующая режимы хаотических колебаний. Была предложена профессором Калифорнийского университета Леоном Чуа в 1983 году. Цепь состоит из двух конденсаторов, одной катушки индуктивности, линейного резистора и нелинейного резистора с отрицательным сопротивлением (обычно называемого диодом Чуа).

## Математическая модель
Систему уравнений для цепи изображённой на рисунке 1 можно получить используя первое правило Кирхгофа и формулу для напряжения на катушке индуктивности:
{\displaystyle \left\{{\begin{aligned}C_{1}{\frac {dv_{C_{1}}}{dt}}&=G(v_{C_{2}}-v_{C_{1}})-g(v_{C_{1}}),\\C_{2}{\frac {dv_{C_{2}}}{dt}}&=G(v_{C_{1}}-v_{C_{2}})+i_{L},\\L{\frac {di_{L}}{dt}}&=-v_{C_{2}},\end{aligned}}\right.}
где {\displaystyle v_{C_{1}}} и {\displaystyle v_{C_{2}}} — напряжения на ёмкостях, {\displaystyle i_{L}} — ток через катушку индуктивности, {\displaystyle g(v_{C_{1}})} — кусочно-линейная функция характеризующая диод Чуа, определённая как
{\displaystyle g(v_{C_{1}})=G_{b}v_{C_{1}}+{\frac {1}{2}}(G_{a}-G_{b}){\big (}|v_{C_{1}}+E|-|v_{C_{1}}-E|{\big )}\,.}
Эта нелинейная функция представлена графически на рисунке 2: крутизна внутреннего и внешнего участков есть Ga и Gb соответственно; при этом точки ±Е соответствуют изломам на графике.
Выполним следующие замены на безразмерные коэффициенты:
{\displaystyle m_{0}={\frac {G_{a}}{G}},\quad m_{1}={\frac {G_{b}}{G}},\quad \alpha ={\frac {C_{2}}{C_{1}}},\quad \beta ={\frac {C_{2}}{LG^{2}}}\,,}
{\displaystyle \tau ={\frac {tG}{C_{2}}},\quad x={\frac {v_{C_{1}}}{E}},\quad y={\frac {v_{C_{2}}}{E}},\quad z={\frac {i_{L}}{EG}}\,.}
Основная система уравнений запишется в виде
{\displaystyle \left\{{\begin{aligned}{\frac {dx}{d\tau }}&=\alpha {\big (}y-x-h(x){\big )},\\{\frac {dy}{d\tau }}&=x-y+z,\\{\frac {dz}{d\tau }}&=-\beta y,\end{aligned}}\right.}
где
{\displaystyle h(x)=m_{1}x+{\frac {1}{2}}(m_{0}-m_{1}){\big (}|x+1|-|x-1|{\big )}\,.}

## Режимы работы
Цепь Чуа обнаруживает хаотические режимы колебаний в довольно узкой области параметров. Основные режимы колебаний условно показаны на рисунке 3.
В случае, когда параметры α и β принадлежат области, обозначенной на диаграмме цифрой 1, в системе существуют два устойчивых положения равновесия d и −d и одно неустойчивое, находящееся в начале координат 0. В этом случае цепь Чуа в зависимости от начальных условий будет стремиться к одному из двух устойчивых положений равновесия.
В случае, когда параметры системы находятся в области помеченной цифрой 2, в окрестности точки равновесия d или −d существует устойчивый предельный цикл. По мере приближения к границе с хаотическим режимом система претерпевает цикл удвоений периода вплоть до образования хаотического аттрактора Рёсслера. Приращение значений параметра перед наступлением каждой последующей бифуркации удвоения периода уменьшается согласно соотношению Фейгенбаума. При попадании параметров в область, помеченную цифрой 6, образуется странный аттрактор (рисунок 4), называемый «двойной завиток» (англ. double scroll). При этом типе поведения траектория система проходит в окрестности и верхнего, и нижнего положения равновесия. Внутри области существования аттрактора «двойной завиток» также существуют окна периодичности, подобные тем, которые существовали в области аттрактора Рёсслера. Отличием их является то, что периодическая орбита в этом случае охватывает оба положения равновесия.
Когда параметры α и β переходят в область, помеченную на рисунке 3 цифрой 11, в колебательной системе наблюдаются колебания неограниченно нарастающей амплитуды вне зависимости от начальных условий. Поскольку диод Чуа реализуется на операционных усилителях, он имеет ограниченный динамический диапазон, и поэтому в системе существует также большой по размерам устойчивый предельный цикл, охватывающий все сегменты характеристики диода Чуа.
На рисунках 5, 6 показаны временные зависимости колебаний, обнаруживаемых данной системой.
- Рисунок 4. Аттрактор типа двойной завиток. Фигура Лиссажу iL от vС1 при L = 1/7 Гн; G = 0,7 См; C1 = 1/9 Ф; C2 = 1Ф; Ga = −0,8 А/В; Gb = −0,5 А/В
- Рисунок 5. Временная зависимость vC1 для случая L = 1/7 Гн; G = 0,7 См; C1 = 1/9Ф; C2 = 1Ф; Ga = −0,8 А/В; Gb = −0,5 А/В
- Рисунок 6. Временная зависимость vC2 для случая L = 1/7 Гн; G = 0,7 См; C1 = 1/9 Ф; C2 = 1 Ф; Ga = −0,8 А/В; Gb = −0,5 А/В

## Самовозбуждающиеся и скрытые аттракторы в цепи Чуа
В стандартных физических экспериментах запуск цепи Чуа при замыкании происходит из окрестности нулевых начальных данных. Гипотеза Чуа заключалась в том, что развитие хаоса в цепи и рождение аттрактора возможны только из неустойчивого нулевого состояния равновесия. К настоящему времени в цепи Чуа открыты сотни различных таких самовозбуждающихся аттракторов.
В 2009 году Н. В. Кузнецовым была предложена идея построения скрытого аттрактора Чуа, который сосуществует с устойчивым состоянием равновесия и его область притяжения не касается состояний равновесия, поэтому выбор начальных данных для его визуализации не очевиден. В дальнейшем были обнаружены различные конфигурации скрытых аттракторов в цепи Чуа и проведен бифуркационный анализ их рождения.

## Осциллятор Чуа
Термин «Осциллятор Чуа» используется для рассмотрения цепи Чуа с учётом активного сопротивления катушки индуктивности L. Данная схема имеет ещё большее число разнообразных режимов и может быть реализована практически (рисунок 7).
Принимая R0 — активное сопротивление катушки индуктивности L, получим систему уравнений
{\displaystyle \left\{{\begin{aligned}C_{1}{\frac {dv_{c_{1}}}{dt}}&=G(v_{C_{2}}-v_{C_{1}})-g(v_{C_{1}}),\\C_{2}{\frac {dv_{c_{2}}}{dt}}&=G(v_{C_{1}}-v_{C_{2}})+i_{L},\\L{\frac {di_{L}}{dt}}&=-v_{C_{2}}+R_{0}i_{L}.\end{aligned}}\right.}
Лёгкость практической реализации, а также наличие относительно простой математической модели делает цепь Чуа удобной моделью для изучения хаоса.